# Renee Rosnes
Renee Rosnes, rodným jménem Irene Louise Rosnes (* 24. března 1962) je kanadská klavíristka. Ve svých třech letech se začala učit hrát na klavír; o jazz se začala zajímat během středoškolských studií. Svou profesionální kariéru zahájila v polovině osmdesátých let jako členka skupiny saxofonisty Joe Hendersona. Později, v roce 1989, začala vystupovat s pozounistou J. J. Johnsonem a v jeho kapele zůstala až do roku 1996, kdy se Johnson přestal věnovat hudbě. Během své kariéry spolupracovala s mnoha hudebníky, mezi které patří například Marian McPartland, George Mraz, Dizzy Gillespie a v letech 2004 až 2009 byla členkou skupiny SFJAZZ Collective. Od roku 2007 je jejím manželem klavírista Bill Charlap. Je držitelkou několika cen Juno.